# Olympique Lyonnais 2013-2014
Questa voce raccoglie le informazioni riguardanti l'Olympique Lyonnais nelle competizioni ufficiali della stagione 2013-2014.

## Stagione

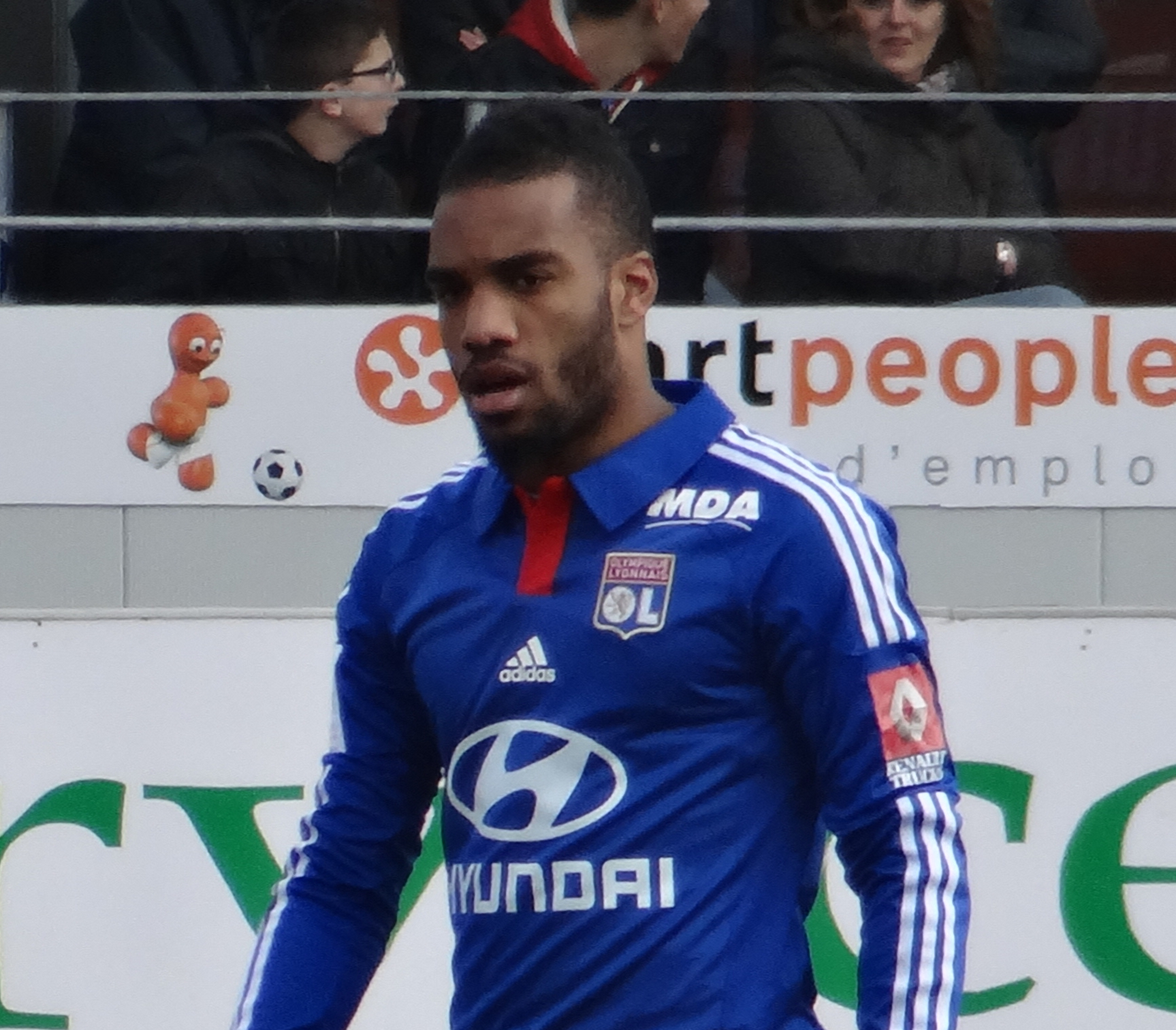
Alexandre Lacazette, capocannoniere del Lione in campionato con 15 reti

Rémi Garde viene confermato sulla panchina del Lione per il secondo anno consecutivo, nonostante i risultati poco esaltanti della stagione precedente. Il presidente Jean-Michel Aulas annuncia la necessità di puntare sui giovani, in considerazione della poco florida situazione economica del club che impone importanti sacrifici. L'inizio in campionato sembra promettere bene: l'OL vince le prime due partite, dilagando 4-0 nell'esordio casalingo contro il Nizza e battendo 3-1 il Sochaux in trasferta. Le sconfitte contro Reims ed Évian TG riportano il Lione alla realtà, tanto che nelle successive sette partite il Lione vincerà soltanto una volta (3-1 contro il Nantes), rimediando sconfitte imbarazzanti come il 5-1 sul campo del Montpellier e il 2-1 contro l'Ajaccio fanalino di coda. La panchina di Garde è a forte rischio, ma l'inizio di novembre è incoraggiante con due vittorie contro Guingamp e Saint-Etienne. Dopo un pareggio casalingo contro il Valenciennes, arriva un nuovo pesante ko 4-0 contro il Paris Saint-Germain: benché il valore dell'avversario fosse nettamente fuori portata, la prestazione dell'OL è ancora una volta molto approssimativa. Quella di Parigi sarà l'ultima sconfitta del girone d'andata, chiuso da una vittoria a Bastia e tre pareggi. Il Lione chiude la prima parte di campionato in undicesima posizione, mai così male negli ultimi dieci anni.
L'inizio del girone di ritorno è incoraggiante con cinque vittorie su sei partite, seguite da due pareggi a reti bianche contro Lilla e Montpellier. La vittoria esterna di Bordeaux precede la sconfitta casalinga ad opera del Monaco: il Lione si installa al quinto posto, l'ultimo utile per la qualificazione europea. Il rendimento nella fase decisiva del campionato è altalenante: le preziose affermazioni esterne a Guingamp e Valenciennes si alternano al ko interno nel derby con il Saint-Etienne. Il 13 aprile il Lione si toglie una delle poche soddisfazioni stagionali, superando il Paris Saint-Germain dopo l'umiliante debacle dell'andata. La vittoria contro il Bastia avvicina la quarta posizione in classifica, ma l'OL perde lo scontro diretto contro il Marsiglia che rimette in discussione il quinto posto dei rodanesi. Alla penultima giornata il Lione è sconfitto in casa dal Lorient e rischia di perdere la qualificazione in UEFA Europa League, salvata dal contemporaneo pareggio del Marsiglia contro il Bordeaux che riduce il distacco a un solo punto. Al Lione basta vincere l'ultima partita di campionato, giocata a Nizza, per rendere vana l'ultima affermazione marsigliese e ottenere il pass europeo.
In Coppa di Francia il Lione viene eliminato agli ottavi di finale. Dopo aver superato senza gravi affanni La Suze e Yzeure, la strada dei rodanesi si ferma agli ottavi di finale per mano del Lens che espugna la Gerland. Decisamente migliore il rendimento dell'OL in Coppa di Lega. I rodanesi sono avvantaggiati dal fatto di giocare in casa tutte le partite fino alla finale: battuti Reims, Marsiglia e Troyes, il Lione arriva all'atto conclusivo contro il Paris Saint-Germain. Ancora una volta sono i parigini a spuntarla e, dopo la doppietta di Cavani la rete di Lacazette serve soltanto per gli annali. Sfuma così la possibile seconda Coppa di Lega nella storia del Lione, alla quinta finale.
Dopo il terzo posto della scorsa Ligue 1, il Lione deve conquistarsi l'accesso alla fase a gironi di Champions League attraverso due turni preliminari. La prima avversaria è la squadra svizzera dei Grasshopper, superata con un doppio 1-0 tra andata e ritorno. Al play-off ci sono gli spagnoli della Real Sociedad: anche stavolta si ripete lo stesso risultato nelle due partite, ma è un 2-0 a favore degli iberici. Per la prima volta il Lione manca la qualificazione nel seeding principale della Champions League ed è costretto a riparare in Europa League. Nel girone capita ancora una spagnola, il Betis, oltre ai portoghesi del Vitória Guimarães e ai croati del Rijeka. I francesi raccolgono tre vittorie e tre pareggi, concludendo al primo posto davanti al Betis e qualificandosi per i sedicesimi di finale. Il primo ostacolo nella strada verso la finale di Torino sono gli ucraini del Čornomorec, avversari ostici che tengono in bilico la qualificazione fino ai dieci minuti conclusivi della seconda partita: il gol di Lacazette regala il passaggio del turno all'OL. Negli ottavi arriva il Viktoria Plzeň: stavolta il Lione chiude subito il discorso, vincendo 4-1 la partita d'andata e rimediando un'ininfluente sconfitta per 2-1 al ritorno. Ai quarti di finale l'urna riserva un accoppiamento duro, quello con la Juventus: il gol di Bonucci regala alla Juve il successo alla Gerland, seguito da una nuova affermazione bianconera allo Juventus Stadium. Ed è proprio nello stadio che avrebbe ospitato la finale che si chiude l'avventura del Lione nel torneo.

## Maglie e sponsor
Lo sponsor tecnico per la stagione 2013-2014 è Hyundai, mentre lo sponsor ufficiale è Adidas. La prima maglia è bianca con una doppia V rossa e blu e inserti blu sulle spalle, calzoncini bianchi con inserti blu, calzettoni bianchi con inserti blu e rossi. La seconda maglia è rossa con una banda orizzontale che riproduce i colori sociali del club e righe blu più sottili con inserti bianchi sulle spalle, calzoncini rossi con inserti bianchi e blu, calzettoni rossi. La terza maglia è blu con una banda orizzontale rossa concava e inserti bianchi sulle spalle, calzoncini blu con inserti bianchi, calzettoni rossi e blu con inserti bianchi.
| Casa | Trasferta | Terza Divisa |

## Organigramma societario
Area direttiva
- Presidente: Jean-Michel Aulas
- Consigliere: Bernard Lacombe
- Finanze: Emmanuelle Sarrabay
- Contabilità: Didier Kermarrec
- Comunicazione: Olivier Blanc
- Marketing: Vincent-Baptiste Closon
- Settore giovanile: Sthéphane Roche
- Coordinatore sportivo: Guy Genet
- Ufficio stampa: Pierre Bideau
- Ambasciatore: Sonny Anderson

Area tecnica
- Allenatore: Rémi Garde
- Allenatore in seconda: Bruno Genesio
- Preparatore degli attaccanti: Gérald Baticle
- Preparatore dei portieri: Joël Bats
- Medico sociale: Emmanuel Ohrant
- Fisioterapisti: Sylvain Rousseau, Patrick Perret, Abdeljelil Redissi
- Fitness: Robert Duverne
- Direttori generali: Guy Genet, Jérôme Renaud

## Rosa
| N. |                         | Ruolo | Calciatore          |
| -- | ----------------------- | ----- | ------------------- |
| 1  | Francia (bandiera)      | P     | Rémy Vercoutre      |
| 2  | Francia (bandiera)      | D     | Medhi Zeffane       |
| 3  | Camerun (bandiera)      | D     | Henri Bedimo        |
| 4  | Burkina Faso (bandiera) | D     | Bakary Koné         |
| 6  | Francia (bandiera)      | C     | Gueïda Fofana       |
| 7  | Francia (bandiera)      | C     | Clément Grenier     |
| 8  | Francia (bandiera)      | C     | Yoann Gourcuff      |
| 9  | Argentina (bandiera)    | A     | Lisandro            |
| 10 | Francia (bandiera)      | A     | Alexandre Lacazette |
| 11 | Francia (bandiera)      | C     | Rachid Ghezzal      |
| 12 | Francia (bandiera)      | C     | Jordan Ferri        |
| 13 | Portogallo (bandiera)   | D     | Miguel Lopes        |
| 14 | Francia (bandiera)      | D     | Mouhamadou Dabo     |
| 15 | Serbia (bandiera)       | D     | Milan Biševac       |
| 16 | Portogallo (bandiera)   | P     | Anthony Lopes       |
| 17 | Francia (bandiera)      | C     | Steed Malbranque    |
| 18 | Francia (bandiera)      | A     | Bafétimbi Gomis     |
| 19 | Francia (bandiera)      | C     | Jimmy Briand        |
| 20 | Francia (bandiera)      | C     | Gaël Danic          |

| N. |                     | Ruolo | Calciatore           |
| -- | ------------------- | ----- | -------------------- |
| 21 | Francia (bandiera)  | C     | Maxime Gonalons      |
| 22 | Mali (bandiera)     | C     | Sidy Koné            |
| 23 | Francia (bandiera)  | D     | Samuel Umtiti        |
| 24 | Camerun (bandiera)  | A     | Clinton Njie         |
| 25 | Francia (bandiera)  | A     | Yassine Benzia       |
| 27 | Francia (bandiera)  | A     | Alassane Pléa        |
| 28 | Francia (bandiera)  | C     | Arnold Mvuemba       |
| 29 | Francia (bandiera)  | C     | Farès Bahlouli       |
| 30 | Francia (bandiera)  | P     | Mathieu Gorgelin     |
| 31 | Francia (bandiera)  | C     | Nabil Fekir          |
| 32 | Francia (bandiera)  | A     | Zakarie Labidi       |
| 33 | Francia (bandiera)  | C     | Corentin Tolisso     |
| 36 | Francia (bandiera)  | A     | Harry Novillo        |
| 39 | Francia (bandiera)  | D     | Mouhamadou-Naby Sarr |
| 40 | Belgio (bandiera)   | P     | Théo Defourny        |
| 44 | Francia (bandiera)  | D     | Romaric N'Gouma      |
| 45 | Svizzera (bandiera) | P     | Jérémy Frick         |
| 51 | Guinea (bandiera)   | A     | Mohamed Yattara      |

## Calciomercato

### Sessione estiva(dall'11/06 al 02/09)
| Acquisti | Acquisti             | Acquisti          | Acquisti                    |
| R.       | Nome                 | da                | Modalità                    |
| -------- | -------------------- | ----------------- | --------------------------- |
| P        | Théo Defourny        | Olympique Lione 2 | contratto da professionista |
| D        | Henri Bedimo         | Montpellier       | definitivo (2 milioni €)    |
| D        | Miguel Lopes         | Sporting Lisbona  | prestito                    |
| D        | Fabián Monzón        | Fluminense        | fine prestito               |
| D        | Romaric N'Gouma      | O. Lione B        | contratto da professionista |
| D        | Mouhamadou-Naby Sarr | O. Lione B        | contratto da professionista |
| C        | Farès Bahlouli       | O. Lione U19      | contratto da professionista |
| C        | Michel Bastos        | Schalke 04        | fine prestito               |
| C        | Gaël Danic           | Valenciennes      | definitivo (1 milione €)    |
| C        | Nabil Fekir          | O. Lione B        | contratto da professionista |
| C        | Sidy Koné            | Caen              | fine prestito               |
| A        | Zakarie Labidi       | O. Lione B        | contratto da professionista |
| A        | Clinton N'Jie        | O. Lione B        | contratto da professionista |
| A        | Harry Novillo        | Gazélec Ajaccio   | fine prestito               |
| A        | Alassane Pléa        | O. Lione B        | contratto da professionista |
| A        | Mohamed Yattara      | Troyes            | fine prestito               |

| Cessioni | Cessioni           | Cessioni    | Cessioni                   |
| R.       | Nome               | a           | Modalità                   |
| -------- | ------------------ | ----------- | -------------------------- |
| D        | Dejan Lovren       | Southampton | definitivo (10 milioni €)  |
| D        | Fabián Monzón      | Catania     | definitivo (3,3 milioni €) |
| D        | Anthony Réveillère |             | svincolato                 |
| C        | Michel Bastos      | Al-Ain      | definitivo (4 milioni €)   |
| C        | Maxime Blanc       |             | svincolato                 |
| C        | Sébastien Flochon  |             | svincolato                 |
| A        | Lisandro           | Al-Gharafa  | definitivo (6 milioni €)   |
| A        | Anthony Martial    | Monaco      | definitivo (5 milioni €)   |
| A        | Mohamed Yattara    | Angers      | prestito                   |

### Sessione invernale(dall'1/01 al 31/01)
| Cessioni | Cessioni      | Cessioni            | Cessioni   |
| R.       | Nome          | a                   | Modalità   |
| -------- | ------------- | ------------------- | ---------- |
| D        | Alassane Pléa | Auxerre             | prestito   |
| A        | Sidney Govou  | Monts d'Or Azergues | definitivo |

## Risultati

### Ligue 1

#### Girone di andata
| Arbitro: | Fautrel |

|                                               |           |  |
| Lacazette 13’, 69’ Grenier 54’ Gourcuff 90+2’ | Marcatori |  |

| Arbitro: | Ennjimi |

|                     |           |                                       |
| Boudebouz 4’ (rig.) | Marcatori | 35’ Benzia 43’ Lacazette 48’ Gourcuff |

| Arbitro: | Buquet |

|  |           |            |
|  | Marcatori | 76’ Fortes |

| Arbitro: | Turpin |

|                  |           |           |
| Bérigaud 8’, 34’ | Marcatori | 49’ Ferri |

| Lione 15 settembre 2013, ore 21:00 CEST 5ª giornata | Olympique Lione | 0 – 0 referto | Rennes | Stade de Gerland (33.352 spett.)\| Arbitro: \| Duhamel \| |
| Arbitro:                                            | Duhamel         |               |        |                                                           |

| Arbitro: | Delerue |

|                                  |           |              |
| Gomis 26’ Grenier 55’ Briand 72’ | Marcatori | 24’ Veretout |

| Arbitro: | Gautier |

|                        |           |                |
| Arrache 18’ Camara 70’ | Marcatori | 56’ Malbranque |

| Lione 28 settembre 2013, ore 21:00 CEST 8ª giornata | Olympique Lione | 0 – 0 referto | Lilla | Stade de Gerland (39.717 spett.)\| Arbitro: \| Varela \| |
| Arbitro:                                            | Varela          |               |       |                                                          |

| Arbitro: | Lannoy |

|                                                      |           |               |
| Montaño 16’, 68’ Mounier 45’ Cabella 59’ (rig.), 66’ | Marcatori | 47’ Lacazette |

| Arbitro: | Rainville |

|              |           |              |
| Briand 90+2’ | Marcatori | 62’ Obraniak |

| Arbitro: | Duhamel |

|                       |           |           |
| Obbadi 28’ Falcao 36’ | Marcatori | 62’ Gomis |

| Arbitro: | Thual |

|                         |           |  |
| Lacazette 12’ Gomis 13’ | Marcatori |  |

| Arbitro: | Lannoy |

|             |           |                            |
| Hamouma 65’ | Marcatori | 48’ Lacazette 90+3’ Briand |

| Arbitro: | Delerue |

|           |           |              |
| Gomis 16’ | Marcatori | 66’ Bahebeck |

| Arbitro: | Gautier |

|                                                                |           |  |
| Cavani 36’ Ibrahimović 41’ (rig.), 83’ (rig.) Thiago Silva 60’ | Marcatori |  |

| Arbitro: | Millot |

|               |           |                 |
| Lacazette 25’ | Marcatori | 83’ Braithwaite |

| Arbitro: | Varela |

|                |           |                                    |
| Raspentino 34’ | Marcatori | 53’ Lacazette 56’ Benzia 85’ Gomis |

| Arbitro: | Buquet |

|                         |           |                          |
| Lacazette 17’ Gomis 44’ | Marcatori | 45+1’ Gignac 79’ Thauvin |

| Arbitro: | Bastien |

|                            |           |                       |
| Aboubakar 60’ Traoré 90+3’ | Marcatori | 21’ Grenier 49’ Gomis |

#### Girone di ritorno
| Arbitro: | Lannoy |

|                          |           |  |
| Grenier 57’ Gourcuff 75’ | Marcatori |  |

| Arbitro: | Thual |

|  |           |                          |
|  | Marcatori | 25’ Lacazette 84’ Fofana |

| Arbitro: | Chapron |

|                              |           |  |
| Gomis 19’ Lacazette 43’, 76’ | Marcatori |  |

| Arbitro: | Kalt |

|                             |           |  |
| Hountondji 22’ Toivonen 66’ | Marcatori |  |

| Arbitro: | Rainville |

|              |           |                         |
| Đorđević 84’ | Marcatori | 40’ Lacazette 76’ Gomis |

| Arbitro: | Varela |

|                                 |           |            |
| Fofana 43’ Briand 68’ Gomis 90’ | Marcatori | 81’ Oliech |

| Villeneuve-d'Ascq 23 febbraio 2014, ore 21:00 CET 26ª giornata | Lilla  | 0 – 0 referto | Olympique Lione | Stade Pierre-Mauroy (43.518 spett.)\| Arbitro: \| Millot \| |
| Arbitro:                                                       | Millot |               |                 |                                                             |

| Lione 2 marzo 2014, ore 17:00 CET 27ª giornata | Olympique Lione | 0 – 0 referto | Montpellier | Stade de Gerland (35.865 spett.)\| Arbitro: \| Jaffredo \| |
| Arbitro:                                       | Jaffredo        |               |             |                                                            |

| Arbitro: | Gautier |

|           |           |                            |
| Saivet 7’ | Marcatori | 90+1’ Bedimo 90+4’ Tolisso |

| Arbitro: | Fautrel |

|                 |           |                                             |
| Briand 32’, 78’ | Marcatori | 4’ Germain 27’ James Rodríguez 51’ Berbatov |

| Arbitro: | Duhamel |

|  |           |           |
|  | Marcatori | 46’ Gomis |

| Arbitro: | Buquet |

|               |           |                       |
| Lacazette 39’ | Marcatori | 28’ Erdinç 74’ Gradel |

| Arbitro: | Rainville |

|           |           |                     |
| Waris 66’ | Marcatori | 30’ Gomis 69’ Ferri |

| Arbitro: | Turpin |

|           |           |  |
| Ferri 31’ | Marcatori |  |

| Tolosa 23 aprile 2014, ore 18:30 CEST 34ª giornata | Tolosa  | 0 – 0 referto | Olympique Lione | Stadium Municipal (12.104 spett.)\| Arbitro: \| Delerue \| |
| Arbitro:                                           | Delerue |               |                 |                                                            |

| Arbitro: | Millot |

|                                               |           |           |
| Gomis 14’ Fekir 23’ B. Koné 50’ Lacazette 64’ | Marcatori | 47’ Bruno |

| Arbitro: | Jaffredo |

|                                         |           |                       |
| Diawara 12’ Thauvin 26’ Gignac 48’, 56’ | Marcatori | 40’ Mvuemba 82’ Gomis |

| Arbitro: | Gautier |

|  |           |              |
|  | Marcatori | 53’ Doukouré |

| Arbitro: | Ennjimi |

|  |           |            |
|  | Marcatori | 6’ B. Koné |

### Coupe de France

#### Fase a eliminazione diretta
| Arbitro: | Jochem |

|                   |           |                                                             |
| Pichot 41’ (rig.) | Marcatori | 6’, 56’ Gomis 43’ Grenier 58’, 79’ Lacazette 66’ Malbranque |

| Arbitro: | Millot |

|           |           |                                        |
| Mbaye 74’ | Marcatori | 76’ Briand 81’ Gourcuff 85’ Malbranque |

| Arbitro: | Turpin |

|           |           |                           |
| Briand 9’ | Marcatori | 90+3’ Valdivia 94’ Gbamin |

### Coupe de la Ligue

#### Fase a eliminazione diretta
| Arbitro: | Ennjimi |

|                                      |           |                               |
| Gomis 58’ Lacazette 60’ Gourcuff 81’ | Marcatori | 64’ Oniangue 87’ (rig.) Ayité |

| Arbitro: | Gautier |

|                        |           |                   |
| Gourcuff 24’ Gomis 74’ | Marcatori | 89’ (rig.) Gignac |

| Arbitro: | Jaffredo |

|                         |           |            |
| Lacazette 16’ Gomis 27’ | Marcatori | 35’ Thiago |

| Arbitro: | Lannoy |

|               |           |                       |
| Lacazette 56’ | Marcatori | 4’, 33’ (rig.) Cavani |

### Champions League

#### Turni preliminari
| Arbitro: | Göçek |

|             |           |  |
| Biševac 64’ | Marcatori |  |

| Arbitro: | Lahoz |

|  |           |             |
|  | Marcatori | 82’ Grenier |

| Arbitro: | Mažić |

|  |           |                             |
|  | Marcatori | 17’ Griezmann 50’ Seferović |

| Arbitro: | Skomina |

|                 |           |  |
| Vela 67’, 90+1’ | Marcatori |  |

### Europa League

#### Fase a gironi
| Siviglia 19 settembre 2013, ore 21:05 CEST Gruppo I - 1ª giornata | Real Betis  | 0 – 0 referto | Olympique Lione | Estadio Benito Villamarín (22.463 spett.)\| Arbitro: \| Johannesson \| |
| Arbitro:                                                          | Johannesson |               |                 |                                                                        |

| Arbitro: | Meyer |

|              |           |            |
| Gonalons 53’ | Marcatori | 39’ Maâzou |

| Arbitro: | Dias |

|             |           |  |
| Grenier 65’ | Marcatori |  |

| Arbitro: | Yefet |

|              |           |          |
| Kramarić 21’ | Marcatori | 14’ Pléa |

| Arbitro: | Marriner |

|           |           |  |
| Gomis 66’ | Marcatori |  |

| Arbitro: | Jug |

|            |           |                            |
| Tomané 11’ | Marcatori | 62’ (rig.) Gomis 65’ Ferri |

#### Fase a eliminazione diretta
| Odessa 20 febbraio 2014, ore 19:00 UTC+2 Sedicesimi di finale - Andata | Čornomorec' | 0 – 0 referto | Olympique Lione | Stadio Čornomorec' (26.250 spett.)\| Arbitro: \| Thomson \| |
| Arbitro:                                                               | Thomson     |               |                 |                                                             |

| Arbitro: | Stavrev |

|               |           |  |
| Lacazette 80’ | Marcatori |  |

| Arbitro: | Lahoz |

|                                           |           |           |
| Fofana 12’, 70’ Lacazette 53’ Mvuemba 61’ | Marcatori | 2’ Hořava |

| Arbitro: | Marciniak |

|                    |           |             |
| Kolář 60’ Tecl 62’ | Marcatori | 45+2’ Gomis |

| Arbitro: | Collum |

|  |           |             |
|  | Marcatori | 85’ Bonucci |

| Arbitro: | Mallenco |

|                            |           |            |
| Pirlo 4’ Umtiti 68’ (aut.) | Marcatori | 18’ Briand |

## Statistiche

### Statistiche di squadra
| Competizione      | Punti | In casa | In casa | In casa | In casa | In casa | In casa | In trasferta | In trasferta | In trasferta | In trasferta | In trasferta | In trasferta | Totale | Totale | Totale | Totale | Totale | Totale | DR  |
| Competizione      | Punti | G       | V       | N       | P       | Gf      | Gs      | G            | V            | N            | P            | Gf           | Gs           | G      | V      | N      | P      | Gf     | Gs     | DR  |
| ----------------- | ----- | ------- | ------- | ------- | ------- | ------- | ------- | ------------ | ------------ | ------------ | ------------ | ------------ | ------------ | ------ | ------ | ------ | ------ | ------ | ------ | --- |
| Ligue 1           | 61    | 19      | 8       | 7       | 4       | 30      | 15      | 19           | 9            | 3            | 7            | 26           | 29           | 38     | 17     | 10     | 11     | 56     | 44     | +12 |
| Coupe de France   | -     | 1       | 0       | 0       | 1       | 1       | 2       | 2            | 2            | 0            | 0            | 9            | 2            | 3      | 2      | 0      | 1      | 10     | 4      | +6  |
| Coupe de la Ligue | -     | 3       | 3       | 0       | 0       | 7       | 4       | -            | -            | -            | -            | -            | -            | 4      | 3      | 0      | 1      | 8      | 6      | +2  |
| Champions League  | -     | 2       | 1       | 0       | 1       | 1       | 2       | 2            | 1            | 0            | 1            | 1            | 2            | 4      | 2      | 0      | 2      | 2      | 4      | -2  |
| Europa League     | -     | 6       | 4       | 1       | 1       | 8       | 3       | 6            | 1            | 3            | 2            | 5            | 6            | 12     | 5      | 4      | 3      | 13     | 9      | +4  |
| Totale            | -     | 31      | 16      | 8       | 7       | 47      | 26      | 29           | 13           | 6            | 10           | 41           | 39           | 61     | 29     | 14     | 18     | 89     | 67     | +22 |

### Andamento in campionato
| Giornata  | 1 | 2 | 3 | 4 | 5 | 6 | 7 | 8 | 9  | 10 | 11 | 12 | 13 | 14 | 15 | 16 | 17 | 18 | 19 | 20 | 21 | 22 | 23 | 24 | 25 | 26 | 27 | 28 | 29 | 30 | 31 | 32 | 33 | 34 | 35 | 36 | 37 | 38 |
| --------- | - | - | - | - | - | - | - | - | -- | -- | -- | -- | -- | -- | -- | -- | -- | -- | -- | -- | -- | -- | -- | -- | -- | -- | -- | -- | -- | -- | -- | -- | -- | -- | -- | -- | -- | -- |
| Luogo     | C | T | C | T | C | C | T | C | T  | C  | T  | C  | T  | C  | T  | C  | T  | C  | T  | C  | T  | C  | T  | T  | C  | T  | C  | T  | C  | T  | C  | T  | C  | T  | C  | T  | C  | T  |
| Risultato | V | V | P | P | N | V | N | N | P  | N  | P  | V  | V  | N  | P  | N  | V  | N  | N  | V  | V  | V  | P  | V  | V  | N  | N  | V  | P  | V  | P  | V  | V  | N  | V  | P  | P  | V  |
| Posizione | 1 | 1 | 3 | 9 | 9 | 8 | 8 | 9 | 14 | 11 | 14 | 13 | 8  | 8  | 10 | 12 | 11 | 11 | 11 | 9  | 7  | 6  | 7  | 6  | 6  | 6  | 6  | 5  | 5  | 5  | 5  | 5  | 5  | 5  | 5  | 5  | 5  | 5  |

Fonte:  Classements, su lfp.fr, LFP.
Legenda:

Luogo: C = Casa; T = Trasferta. Risultato: V = Vittoria; N = Pareggio; P = Sconfitta.

### Statistiche dei giocatori
| Giocatore     | Ligue 1  | Ligue 1 | Ligue 1     | Ligue 1    | Coupe de France Coupe de la Ligue | Coupe de France Coupe de la Ligue | Coupe de France Coupe de la Ligue | Coupe de France Coupe de la Ligue | Champions League Europa League | Champions League Europa League | Champions League Europa League | Champions League Europa League | Totale   | Totale | Totale      | Totale     |
| Giocatore     | Presenze | Reti    | Ammonizioni | Espulsioni | Presenze                          | Reti                              | Ammonizioni                       | Espulsioni                        | Presenze                       | Reti                           | Ammonizioni                    | Espulsioni                     | Presenze | Reti   | Ammonizioni | Espulsioni |
| ------------- | -------- | ------- | ----------- | ---------- | --------------------------------- | --------------------------------- | --------------------------------- | --------------------------------- | ------------------------------ | ------------------------------ | ------------------------------ | ------------------------------ | -------- | ------ | ----------- | ---------- |
| F. Bahlouli   | 4        | 0       | 0           | 0          | 0+1                               | 0                                 | 0                                 | 0                                 | 2+0                            | 0                              | 0                              | 0                              | 7        | 0      | 0           | 0          |
| H. Bedimo     | 36       | 1       | 4           | 0          | 3+4                               | 0                                 | 0                                 | 0                                 | 2+6                            | 0                              | 0+1                            | 0                              | 51       | 1      | 5           | 0          |
| Y. Benzia     | 11       | 2       | 0           | 0          | 2+1                               | 0                                 | 0                                 | 0                                 | 3+2                            | 0                              | 0                              | 0                              | 19       | 2      | 0           | 0          |
| M. Biševac    | 27       | 0       | 3           | 0          | 2+3                               | 0                                 | 0+2                               | 0                                 | 3+7                            | 1+0                            | 2+2                            | 1+0                            | 42       | 1      | 9           | 1          |
| J. Briand     | 25       | 6       | 1           | 0          | 2+3                               | 2+0                               | 0+1                               | 0                                 | 0+10                           | 0+1                            | 0+1                            | 0                              | 40       | 9      | 3           | 0          |
| M. Dabo       | 10       | 0       | 0           | 1          | 0+1                               | 0                                 | 0                                 | 0                                 | 1+4                            | 0                              | 0+1                            | 0                              | 16       | 0      | 1           | 1          |
| G. Danic      | 10       | 0       | 1           | 0          | 2+0                               | 0                                 | 0                                 | 0                                 | 3+5                            | 0                              | 0                              | 0                              | 20       | 0      | 1           | 0          |
| T. Defourny   | 0        | 0       | 0           | 0          | -                                 | -                                 | -                                 | -                                 | 0                              | 0                              | 0                              | 0                              | 0        | 0      | 0           | 0          |
| N. Fekir      | 11       | 1       | 2           | 0          | 0+2                               | 0                                 | 0                                 | 0                                 | 1+3                            | 0                              | 0                              | 0                              | 17       | 1      | 2           | 0          |
| J. Ferri      | 29       | 3       | 4           | 1          | 1+1                               | 0                                 | 1+0                               | 0                                 | 1+10                           | 0                              | 0+1                            | 0                              | 42       | 3      | 6           | 1          |
| G. Fofana     | 25       | 2       | 0           | 0          | 1+3                               | 0                                 | 0+1                               | 0                                 | 4+6                            | 0+2                            | 0                              | 0                              | 39       | 4      | 1           | 0          |
| J. Frick      | 0        | 0       | 0           | 0          | -                                 | -                                 | -                                 | -                                 | -                              | -                              | -                              | -                              | 0        | 0      | 0           | 0          |
| R. Ghezzal    | 0        | 0       | 0           | 0          | -                                 | -                                 | -                                 | -                                 | -                              | -                              | -                              | -                              | 0        | 0      | 0           | 0          |
| B. Gomis      | 33       | 14      | 3           | 0          | 3+4                               | 2+3                               | 0                                 | 0                                 | 0+9                            | 0+3                            | 0                              | 0                              | 49       | 22     | 3           | 0          |
| M. Gonalons   | 36       | 0       | 4           | 1          | 2+4                               | 0                                 | 0                                 | 0                                 | 4+8                            | 0+1                            | 1+3                            | 0                              | 54       | 1      | 8           | 1          |
| M. Gorgelin   | 2        | -1      | 0           | 0          | 0                                 | 0                                 | 0                                 | 0                                 | 0+1                            | 0-1                            | 0                              | 0                              | 3        | -1     | 0           | 0          |
| Y. Gourcuff   | 18       | 3       | 0           | 0          | 2+2                               | 1+2                               | 0+1                               | 0                                 | 4+4                            | 0                              | 0                              | 0                              | 30       | 6      | 1           | 0          |
| C. Grenier    | 28       | 4       | 7           | 0          | 2+2                               | 1+0                               | 0                                 | 0                                 | 4+5                            | 1+1                            | 1+2                            | 0                              | 41       | 7      | 10          | 0          |
| B. Koné       | 24       | 2       | 2           | 0          | 3+3                               | 0                                 | 1+0                               | 0                                 | 3+11                           | 0                              | 1+1                            | 0                              | 44       | 2      | 5           | 0          |
| S. Koné       | 0        | 0       | 0           | 0          | -                                 | -                                 | -                                 | -                                 | 0+2                            | 0                              | 0                              | 0                              | 2        | 0      | 0           | 0          |
| Z. Labidi     | 0        | 0       | 0           | 0          | -                                 | -                                 | -                                 | -                                 | -                              | -                              | -                              | -                              | 0        | 0      | 0           | 0          |
| A. Lacazette  | 36       | 15      | 7           | 2          | 2+4                               | 2+3                               | 0                                 | 0                                 | 4+8                            | 0+2                            | 0+1                            | 0                              | 54       | 22     | 8           | 2          |
| Lisandro      | -        | -       | -           | -          | -                                 | -                                 | -                                 | -                                 | 2+0                            | 0                              | 0                              | 0                              | 2        | 0      | 0           | 0          |
| A. Lopes      | 32       | -35     | 2           | 0          | 0+4                               | 0-6                               | 0+1                               | 0                                 | 4+9                            | -4-8                           | 0+1                            | 0                              | 49       | -39    | 4           | 0          |
| M. Lopes      | 19       | 0       | 2           | 0          | 2+1                               | 0                                 | 0                                 | 0                                 | 4+5                            | 0                              | 2+2                            | 0                              | 31       | 0      | 6           | 0          |
| S. Malbranque | 23       | 1       | 2           | 0          | 3+3                               | 2+0                               | 0                                 | 0                                 | 3+9                            | 0                              | 0                              | 0                              | 41       | 3      | 2           | 0          |
| A. Mvuemba    | 16       | 1       | 2           | 0          | 2+2                               | 0                                 | 0                                 | 0                                 | 0+10                           | 0+1                            | 0                              | 0                              | 30       | 2      | 2           | 0          |
| R. N'Gouma    | 0        | 0       | 0           | 0          | -                                 | -                                 | -                                 | -                                 | -                              | -                              | -                              | -                              | 0        | 0      | 0           | 0          |
| C. Njie       | 3        | 0       | 0           | 0          | 0                                 | 0                                 | 0                                 | 0                                 | 0+3                            | 0                              | 0                              | 0                              | 6        | 0      | 0           | 0          |
| H. Novillo    | 0        | 0       | 0           | 0          | -                                 | -                                 | -                                 | -                                 | -                              | -                              | -                              | -                              | 0        | 0      | 0           | 0          |
| A. Pléa       | 6        | 0       | 0           | 0          | -                                 | -                                 | -                                 | -                                 | 0+3                            | 0+1                            | 0                              | 0                              | 9        | 1      | 0           | 0          |
| M.N. Sarr     | 2        | 0       | 0           | 0          | 0                                 | 0                                 | 0                                 | 0                                 | 0+2                            | 0                              | 0                              | 0                              | 4        | 0      | 0           | 0          |
| C. Tolisso    | 14       | 1       | 2           | 0          | 1+1                               | 0                                 | 0                                 | 0                                 | 0+9                            | 0                              | 0+1                            | 0                              | 25       | 1      | 3           | 0          |
| S. Umtiti     | 28       | 0       | 3           | 1          | 1+3                               | 0                                 | 0                                 | 0                                 | 3+7                            | 0                              | 1+1                            | 0                              | 42       | 0      | 5           | 1          |
| R. Vercoutre  | 5        | -9      | 2           | 0          | 3+0                               | -4-0                              | 0                                 | 0                                 | 0+2                            | 0                              | 0                              | 0                              | 10       | -13    | 2           | 0          |
| M. Yattara    | 0        | 0       | 0           | 0          | -                                 | -                                 | -                                 | -                                 | -                              | -                              | -                              | -                              | 0        | 0      | 0           | 0          |
| M. Zeffane    | 8        | 0       | 1           | 0          | 2+2                               | 0                                 | 0+2                               | 0                                 | 0+5                            | 0                              | 0                              | 0                              | 17       | 0      | 3           | 0          |